# Helen Sjöholm
Marie Helen Sjöholm (uitspraak: heˈleːn ˈɧøːhɔlm; Sköns församling(parochie) in Sundsvall, 10 juli 1970), is een Zweedse zangeres, actrice en musicalartiest, woonachtig in gemeente Nacka, een bijstad van Stockholm.

## Levensloop
Helen Sjöholm is de dochter van de ingenieur Hans Sjöholm en de lerares Marie-Louise Sjöholm-Wessblad. Ze is opgegroeid in Sundsvall en zong al op jonge leeftijd in koren, onder anderen met de Zweedse dirigent Kjell Lönnå. Aan het einde van 1980 ging ze op tournee met de groep "Just For Fun".

## Carrière
Helen Sjöholm begon haar musicalcarrière met kleinschalige optredens van Chess, waarin ze de rol van Florence vertolkte. Ze nam deel aan een aantal andere kleinschalige producties, waaronder Little Dorit in Enskede en de musical Elvira Madigan in het Malmö Muziektheater.
Haar grote doorbraak kwam in 1995. Zij werd gekozen uit meer dan 1000 kandidaten voor de titelrol in de musical Kristina från Duvemåla van Benny Andersson en Björn Ulvaeus. Gedurende de gehele looptijd van deze musical, bijna vier jaar lang, heeft ze met een enkele onderbreking deze rol gespeeld. In 1998 speelde ze de rol van Hodel in Anatevka (Fiddler on the Roof), ter afwisseling van haar rol in Kristina. In 2000 keerde ze terug in het Malmö Muziektheater, als Fantine in Les Misérables. In 2002 speelde ze de rol van Florence in de herziene Zweedse productie van Chess, met als tegenspeler Tommy Körberg in de rol van Anatoly. Na afronding van deze productie in 2003 nam Sjöholm deel aan de China-revue (Chinarevyn), met vele andere beroemde Zweedse artiesten, zoals Magnus Härenstam, Lasse Berghagen, Loa Falkman en Sissela Kyle.
Helen Sjöholm heeft uitgebreid door Zweden getoerd met Georg Wadenius en Martin Östergren. Ze heeft enkele albums uitgebracht: Visor (2002) (een verzameling van bekende en minder bekende Zweedse folkliedjes in een nieuw arrangement van Östergren) en Genom varje andetag (2003) (met muziek en teksten van jazzpianist Anders Widmark).
Ze verscheen voor het eerst in de bioscoop in 1999, in Där regnbågen slutar  van Richard Hobert. In 2004 maakte ze haar terugkeer in de filmwereld, als Gabriella in de internationaal bekende film Så som i himmelen (As it is in heaven) van Kay Pollak.
Ze treedt vaak op met de band van Benny Andersson (Benny Anderssons Orkester (BAO), buiten Zweden Benny Andersson's Band geheten), waarbij ze vooral dansmuziek en muziek van Andersson ten gehore brengt. Verder is ze verschenen in vele galaconcerten, waaronder Rhapsody in Rock.
In 2009 kwam een Engels album van de Benny Anderssons Band uit, met daarop enkele vertalingen van eerder in het Zweeds uitgekomen liedjes, en een nieuw lied Story of a heart, teven de naam van het album. In datzelfde jaar trad Sjöholm tweemaal op in de Engelse versie van de musical Kristina från Duvemåla in Carnegie Hall, New York, waarbij ze op beide avonden een staande ovatie kreeg voor haar vertolking van You have to be there (Du måste finnas).
Hits van Helen Sjöholm zijn onder andere "Du måste finnas" ("You Have to Be There") uit de musical Kristina från Duvemåla, "Vår sista dans" ("If this is Our Last Dance") met de Benny Andersson's Band, "Gabriellas sång" (uit de film Så som i himmelen oftewel As It Is In Heaven), "Jag vet vad han vill" ("I Know Him So Well") uit de musical Chess, "Det är vi ändå" (met Tommy Körberg en de Benny Andersson's Band), en "Du är min man" ("You Are My Man") met de Benny Andersson's Band.
In 2018 ontving ze de Zweedse koninklijke onderscheiding "Litteris et Artibus".

## Discografie

### Zweedstalig (selectie)
- 1997 - Kristina från Duvemåla-musical (opname met de originele Zweedse cast)
- 1998 - Från Waterloo till Duvemåla (Van Waterloo tot Duvemåla)- diverse artiesten
- 2001 - Benny Anderssons Orkester (met Benny Anderssons Orkest/Band)
- 2002 - Visor (Liedjes)
- 2003 - Chess på svenska (Chess in het Zweeds)-musical (opname uit 2002 met de originele Zweedse cast)
- 2003 - Genom varje andetag (Door elke ademtocht) (met Anders Widmark)
- 2004 - BAO! (Benny Andersson's Band met Helen Sjöholm)
- 2006 - BAO på turné (BAO op tournee) (Benny Andersson's Band met Helen Sjöholm & Tommy Körberg)
- 2007 - BAO 3 (Benny Andersson's Band met Helen Sjöholm & Tommy Körberg)
- 2010 - Euforia - Helen Sjöholm sjunger Billy Joel (Euforie - Helen Sjöholm zingt Billy Joel)
- 2011 - O klang och jubeltid (Benny Andersson's Band met Helen Sjöholm & Tommy Körberg)

### Engelstalig (selectie)
- 2005 - Speelde Gabriella in de film "As it is in Heaven"
- 2009 - Story of a Heart (Benny Andersson Band)
- 2010 - Kristina at Carnegie Hall (live opname van de Engelse versie)